# کلن سنت آلدوینس
کلن سنت آلدوینس (به انگلیسی: Coln St. Aldwyns) یک روستا و محله مدنی در بریتانیا است که در Cotswold واقع شده‌است. کلن سنت آلدوینس ۲۷۱ نفر جمعیت دارد.